# Village Roadshow Pictures
Village Roadshow Pictures est une société américaine de production cinématographique. C'est une filiale de Village Roadshow. La société produit beaucoup de films américains, souvent en partenariat avec Warner Bros. et New Line Cinema.
Les films sont distribués par Village Roadshow Films.

## Films produits

### Années 1970 - 1980
- 1978 : Newsfront de Phillip Noyce
- 1985 : Rebel de Michael Jenkins
- 1989 : The Delinquents de Chris Thomson

### Années 1990
- 1990 : Bloodmoon d'Alec Mills
- 1990 : Frères de sang (Blood Oath) de Stephen Wallace
- 1991 : Jusqu'au bout du monde (Bis ans Ende der Welt) de Wim Wenders
- 1992 : Dead Sleep d'Alec Mills
- 1992 : Hurricane Smith de Colin Budds
- 1992 : Turtle Beach de Stephen Wallace
- 1992 : La Puissance de l'ange (The Power of One) de John G. Avildsen
- 1992 : Over the Hill de George Miller
- 1992 : Fortress de Stuart Gordon
- 1993 : Singapore Sling de Kōji Wakamatsu
- 1994 : Jack l'Éclair (Lightning Jack) de Simon Wincer
- 1996 : Bullet de Julien Temple
- 1996 : Le Fantôme du Bengale (The Phantom) de Simon Wincer
- 1996 : Hotel de Love de Craig Rosenberg
- 1996 : The Winner d'Alex Cox
- 1997 : Paradise Road de Bruce Beresford
- 1997 : Critical Care de Sidney Lumet
- 1997 : Diana & Me de David Parker
- 1997 : Joey d'Ian Barry
- 1998 : Tarzan et la Cité perdue (Tarzan and the Lost City) de Carl Schenkel
- 1998 : Comportements Troublants (Disturbing Behavior) de David Nutter
- 1998 : Les Ensorceleuses (Practical Magic) de Griffin Dunne
- 1999 : Le Choix d'une vie (A Walk on the Moon) de Tony Goldwyn
- 1999 : Mafia Blues (Analyze This) de Harold Ramis
- 1999 : Matrix (The Matrix) des Wachowski
- 1999 : Love Lies Bleeding de William Tannen
- 1999 : Peur bleue (Deep Blue Sea) de Renny Harlin
- 1999 : Voyeur (Eye of the Beholder) de Stephan Elliott
- 1999 : Les Rois du désert (Three Kings) de David O. Russell
- 1999 : Un de trop (Three to Tango) de Damon Santostefano

### Années 2000
- 2000 : Fausses Rumeurs (Gossip) de Davis Guggenheim
- 2000 : Space Cowboys de Clint Eastwood
- 2000 : Piégé (Bait) d'Antoine Fuqua
- 2000 : L'Antenne (The Dish) de Rob Sitch
- 2000 : Planète rouge (Red Planet) d'Antony Hoffman
- 2000 : Miss Détective (Miss Congeniality) de Donald Petrie
- 2001 : Mortelle Saint-Valentin (Valentine) de Jamie Blanks
- 2001 : Diablesse (Saving Silverman) de Dennis Dugan
- 2001 : Les Pieds sur terre (Down To Earth) de Chris Weitz et Paul Weitz
- 2001 : Spot (See Spot Run) de John Whitesell
- 2001 : Hors limites (Exit Wounds) d'Andrzej Bartkowiak
- 2001 : Opération Espadon (Swordfish) de Dominic Sena
- 2001 : Comme chiens et chats (Cats & Dogs) de Lawrence Guterman
- 2001 : Training Day d'Antoine Fuqua
- 2001 : Cœurs perdus en Atlantide (Hearts in Atlantis) de Scott Hicks
- 2001 : Pas un mot (Don't Say a Word) de Gary Fleder
- 2001 : Zoolander de Ben Stiller
- 2001 : Ocean's Eleven de Steven Soderbergh
- 2001 : The Majestic de Frank Darabont
- 2002 : La Reine des damnés (Queen of the Damned) de Michael Rymer
- 2002 : Showtime de Tom Dey
- 2002 : Arac Attack, les monstres à huit pattes (Eight Legged Freaks) d'Ellory Elkayem
- 2002 : Confessions d'un homme dangereux (Confessions of a Dangerous Mind) de George Clooney
- 2002 : Pluto Nash (The Adventures of Pluto Nash) de Ron Underwood
- 2002 : Mafia Blues 2 (Analyze That) de Harold Ramis
- 2002 : L'Amour sans préavis (Two Weeks Notice) de Marc Lawrence
- 2003 : Nuits de terreur (Darkness Falls) de Jonathan Liebesman
- 2003 : Dreamcatcher de Lawrence Kasdan
- 2003 : Dernier vol de l'Osiris (Final Flight of the Osiris) d'Andy Jones
- 2003 : Programme (Program) de Yoshiaki Kawajiri
- 2003 : Animatrix des Wachowski, Michael Arias et Spencer Lamm
- 2003 : Matrix Reloaded des Wachowski
- 2003 : Mystic River de Clint Eastwood
- 2003 : Matrix Revolutions des Wachowski
- 2004 : Torque, la route s'enflamme (Torque) de Joseph Kahn
- 2004 : Taking lives - destins violés (Taking Lives) de D. J. Caruso
- 2004 : Envy de Barry Levinson
- 2004 : Catwoman de Pitof
- 2004 : Ocean's Twelve de Steven Soderbergh
- 2005 : Constantine de Francis Lawrence
- 2005 : Miss FBI : divinement armée (Miss Congeniality 2: Armed and Fabulous) de John Pasquin
- 2005 : La Maison de cire (House of Wax) de Jaume Collet-Serra
- 2005 : Charlie et la Chocolaterie (Charlie and the Chocolate Factory) de Tim Burton
- 2005 : Shérif, fais-moi peur (The Dukes of Hazzard) de Jay Chandrasekhar
- 2005 : Le Grand Raid (The Great Raid) de John Dahl
- 2005 : La rumeur court... (Rumor Has It...) de Rob Reiner
- 2006 : Firewall de Richard Loncraine
- 2006 : Entre deux rives (The Lake House) d'Alejandro Agresti
- 2006 : Beerfest de Jay Chandrasekhar
- 2006 : Happy Feet de George Miller
- 2006 : Enfants non accompagnés de Paul Feig
- 2007 : Le Come-Back (Music and Lyrics) de Marc Lawrence
- 2007 : Les Châtiments (The Reaping) de Stephen Hopkins
- 2007 : Lucky You de Curtis Hanson
- 2007 : Ocean's Thirteen de Steven Soderbergh
- 2007 : Permis de mariage (License to Wed) de Ken Kwapis
- 2007 : Le Goût de la vie (No reservations) de Scott Hicks
- 2007 : Invasion (The Invasion) d'Oliver Hirschbiegel
- 2007 : À vif (The Brave One) de Neil Jordan
- 2007 : December Boys de Rod Hardy
- 2007 : Solitaire (Rogue) de Greg Mclean
- 2007 : Je suis une légende (I am Legend) de Francis Lawrence
- 2008 : Speed Racer des Wachowski
- 2008 : Max la Menace (Get Smart) de Peter Segal
- 2008 : Nos nuits à Rodanthe (Nights in Rodanthe) de George Wolfe
- 2008 : Yes Man de Peyton Reed
- 2008 : Gran Torino de Clint Eastwood
- 2009 : Max et les Maximonstres (Where The Wild Things Are) de Spike Jonze
- 2009 : Sherlock Holmes de Guy Ritchie

### Années 2010
- 2010 : Sex and the City 2 de Michael Patrick King
- 2010 : Comme chiens et chats : La Revanche de Kitty Galore (Cats and Dogs: The Revenge of Kitty Galore) de Brad Peyton
- 2010 : Le Royaume de Ga'hoole (Legend of the Guardians: The Owls of Ga'Hoole) de Zack Snyder
- 2010 : Bébé mode d'emploi (Life as We Know It) de Greg Berlanti
- 2011 : Happy Feet 2 de George Miller
- 2011 : Sherlock Holmes : Jeu d'ombres (Sherlock Holmes: A Game of Shadows) de Guy Ritchie
- 2012 : Gangster Squad de Ruben Fleischer
- 2013 : Gatsby le Magnifique (The Great Gatsby) de Baz Luhrmann
- 2014 : La Grande Aventure Lego (The Lego Movie) de Phil Lord et Chris Miller
- 2014 : Black Storm (Into the Storm) de Steven Quale
- 2015 : Jupiter : Le Destin de l'univers (Jupiter Ascending) de Lana et Andy Wachowski
- 2015 : Au cœur de l'Océan (In the Heart of the Sea) de Ron Howard
- 2015 : Mad Max : Fury Road de George Miller
- 2015 : Chair de poule, le film de Rob Letterman
- 2016 : Money Monster de Jodie Foster
- 2016 : Les Sept Mercenaires (The Magnificent Seven) d'Antoine Fuqua
- 2016 : Passengers de Morten Tyldum
- 2017 : Le Roi Arthur : La Légende d'Excalibur (King Arthur: Legend of the Sword) de Guy Ritchie
- 2017 : Flatliners de Niels Arden Oplev
- 2018 : Ready Player One de Steven Spielberg
- 2018 : Ocean's Eight de Gary Ross
- 2019 : Joker de Todd Phillips

### Années 2020
- 2021 : Matrix Resurrections de Lana Wachowski
- 2023 : Barbie de Greta Gerwig
- 2024 : Furiosa de George Miller

## Télévision
- 1993-1994 : Paradise Beach (série télévisée)
- 1995-2000 : Les Nouvelles Aventures de Flipper le dauphin (Flipper) (série télévisée)
- 1995 : Sahara de Brian Trenchard-Smith
- 1995 : Astéroïde (Trapped in Space) d'Arthur Allan Seidelman
- 1996 : Pacific Drive (série télévisée)
- 1996 : The Thorn Birds: The Missing Years de Kevin James Dobson
- 1997 : Spice Girls: One Hour of Girl Power de Joe Dyer
- 1997 : Vingt mille lieues sous les mers (20 000 Leagues Under the Sea) de Rod Hardy
- 1998 : Météorites (Meteorites!) de Chris Thompson
- 2000 : Instinct mortel - Menace terroriste (Chameleon 3: Dark Angel) de John Lafia
- 2001 : Shirley Temple : La Naissance d'une star (Child Star: The Shirley Temple Story) de Nadia Tass
- 2001 : Vacances mouvementées (Jumping Ship) de Michael Lange
- 2002 : Outback (série télévisée)
- 2002 : Vacances inoubliables (A Ring of Endless Light) de Greg Beeman
- 2003 : Power Rangers : Force Cyclone (Power Rangers: Ninja Storm) (série télévisée)
- 2004 : Une île en héritage (Am Kap der Liebe) d'Udo Witte